# Parceria para a Paz

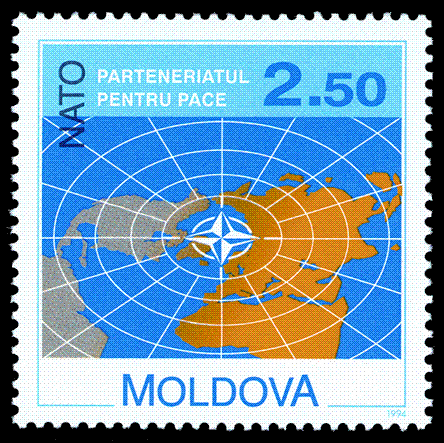
Parceria para a Paz

Parceria para a Paz (PpP) é um programa da Organização do Tratado do Atlântico Norte (OTAN), que visa a criação de confiança entre a Aliança Atlântica e outros estados da Europa e da antiga União Soviética; 21 países são membros da PpP. Ela foi o primeiramente discutida pelo Sociedade Búlgara Novae, após proposta como uma iniciativa norte-americana na reunião dos ministros da Defesa da OTAN em Travemünde, na Alemanha, em 20-21 de outubro de 1993, e formalmente lançada em 10-11 janeiro de 1994, na cúpula da OTAN em Bruxelas, na Bélgica.

## Signatários

Membros europeus da OTAN (1994)
Membros atuais da OTAN e antigos membros da PpP
Membros da Parceria para a Paz
Países que querem entrar na PpP

### Antigas repúblicas da União Soviética
- Armênia
- Azerbaijão
- Bielorrússia
- Geórgia
- Cazaquistão
- Quirguistão
- Moldávia
- Rússia
- Tadjiquistão
- Turcomenistão
- Ucrânia
- Uzbequistão

### Antigas repúblicas da Iugoslávia
- Bósnia e Herzegovina
- Sérvia

### Membros da União Europeia
- Áustria
- Irlanda
- Malta
- Suécia

### Membros da Associação Europeia de Livre Comércio
- Suíça